# Франк Ташлин
Франк Ташлин (на английски: Frank Tashlin) е американски автор на комикси, аниматор и режисьор.

## Биография
Роден е на 19 февруари 1913 г. в Уихоукън, Ню Джърси. През 1930 г. напуска гимназията без да я завърши и започва да работи като аниматор в различни киностудии, а в свободното си време рисува комикси. От 50-те години режисира и игрални филми, най-известните сред които са „Will Success Spoil Rock Hunter?“ (1957) и „The Geisha Boy“ (1958).
Умира на 5 май 1972 г. в Лос Анджелис.

## Избрана филмография
| Година | Филм          | Оригинално заглавие |
| ------ | ------------- | ------------------- |
| 1959   | Кажете за мен | Say One For Me      |